# Šimon II. Lotrinský
Šimon II. Lotrinský (francouzsky Simon II de Lorraine, 1140–1206/1207)? byl lotrinský vévoda, fojt kláštera Remiremont, Saint-Die, Saint-Evre v Toulu a donátor kláštera Clairlieu. Stejně jako stejnojmenný děd byl pro četné spory s církví exkomunikován. Byl oddaným stoupencem Štaufů, se kterými byl přes matku pokrevně spřízněn.

## Život
Byl starším synem Matouše Lotrinského a jeho choti Judity, dcery švábského vévody Fridricha Jednookého Vládu nad Lotrinskem převzal po otcově smrti roku 1176 s nesouhlasem matky, která protežovala mladšího syna Fridricha. Po tříleté válce se bratři za zprostředkování flanderského hraběte Filipa dohodli. Tzv. smlouva s Ribemontu rozdělila Lotrinsko mezi oba bratry na jižní francouzskou a severní německou část.
Na svém vlastním panství se opakovaně dostával do sporu s církevními představiteli, především s abatyší z Remiremontu a kanovníky ze Saint-Die, což mu posléze vyneslo papežskou exkomunikaci. I přes existenci dvou manželství zemřel bezdětný na počátku roku 1207 a byl pohřben v rodovém pohřebišti v klášteře Sturzelbronn. Jeho nástupcem se stal synovec Fridrich, v jehož rukou se rozdělená země opět spojila v jeden celek.